# National Society of Film Critics Award per il miglior regista
Il National Society of Film Critics Award per il miglior regista (National Society of Film Critics Award for Best Director) è un premio cinematografico assegnato alla regia di un film votata dai membri dalla National Society of Film Critics (NSFC) come la migliore dell'anno.
È stato consegnato annualmente dal 1967 in poi. Ingmar Bergman e Martin Scorsese hanno entrambi vinto il premio tre volte, più di chiunque altro.

## Vincitori
I vincitori del premio sono indicati in grassetto a fianco della rispettiva annata di premiazione:

### Anni 1960
- 1967: Michelangelo Antonioni - Blow-Up
- 1968: Ingmar Bergman - Persona
- 1969: Ingmar Bergman - L'ora del lupo (Vargtimmen) e La vergogna (Skammen)

### Anni 1970
- 1970: François Truffaut - Baci rubati (Baisers volés)
- 1971 (gennaio): Ingmar Bergman - Passione (En passion)
- 1971 (dicembre): Bernardo Bertolucci - Il conformista
- 1972: Luis Buñuel - Il fascino discreto della borghesia (Le Charme discret de la bourgeoisie)
- 1974: François Truffaut - Effetto notte (La Nuit américaine)
- 1975 (gennaio): Francis Ford Coppola - Il padrino - Parte II (The Godfather Part II)
- 1975 (dicembre): Robert Altman - Nashville
- 1977 (gennaio): Martin Scorsese - Taxi Driver
- 1977 (dicembre): Luis Buñuel - Quell'oscuro oggetto del desiderio (Cet obscur objet du désir)
- 1979: Terrence Malick - I giorni del cielo (Days of Heaven)

### Anni 1980
- 1980: 
  - Woody Allen - Manhattan
  - Robert Benton - Kramer contro Kramer (Kramer vs. Kramer)
- 1981: Martin Scorsese - Toro scatenato (Raging Bull)
- 1982: Louis Malle - Atlantic City, U.S.A. (Atlantic City)
- 1983: Steven Spielberg - E.T. l'extra-terrestre (E.T. the Extra-Terrestrial)
- 1984: Paolo e Vittorio Taviani - La notte di San Lorenzo
- 1985: Robert Bresson - L'Argent
- 1986: John Huston - L'onore dei Prizzi (Prizzi's Honor)
- 1987: David Lynch - Velluto blu (Blue Velvet)
- 1988: John Boorman - Anni '40 (Hope and Glory)
- 1989: Philip Kaufman - L'insostenibile leggerezza dell'essere (The Unbearable Lightness of Being)

### Anni 1990
- 1990: Gus Van Sant - Drugstore Cowboy
- 1991: Martin Scorsese - Quei bravi ragazzi (Goodfellas)
- 1992: David Cronenberg - Il pasto nudo (Naked Lunch)
- 1993: Clint Eastwood - Gli spietati (Unforgiven)
- 1994: Steven Spielberg - Schindler's List
- 1995: Quentin Tarantino - Pulp Fiction
- 1996: Mike Figgis - Via da Las Vegas (Leaving Las Vegas)
- 1997: Lars von Trier - Le onde del destino (Breaking the Waves)
- 1998: Curtis Hanson - L.A. Confidential
- 1999: Steven Soderbergh - Out of Sight

### Anni 2000
- 2000: Mike Leigh - Topsy-Turvy - Sotto-sopra (Topsy-Turvy)
- 2001: Steven Soderbergh - Erin Brockovich - Forte come la verità (Erin Brockovich) e Traffic
- 2002: Robert Altman - Gosford Park
- 2003: Roman Polański - Il pianista (The Pianist)
- 2004: Clint Eastwood - Mystic River
- 2005: Zhang Yimou - La foresta dei pugnali volanti (Shí miàn máifú) e Hero (Yīngxióng)
- 2006: David Cronenberg - A History of Violence
- 2007: Paul Greengrass - United 93
- 2008: Paul Thomas Anderson - Il petroliere (There Will Be Blood)
- 2009: Mike Leigh - La felicità porta fortuna - Happy-Go-Lucky (Happy-Go-Lucky)

### Anni 2010
- 2010: Kathryn Bigelow - The Hurt Locker
- 2011: David Fincher - The Social Network
- 2012: Terrence Malick - The Tree of Life
- 2013: Michael Haneke - Amour
- 2014: Joel ed Ethan Coen - A proposito di Davis (Inside Llewyn Davis)
- 2015: Richard Linklater - Boyhood
- 2016: Todd Haynes - Carol
- 2017: Barry Jenkins - Moonlight
- 2018: Greta Gerwig - Lady Bird
- 2019: Alfonso Cuarón - Roma

### Anni 2020
- 2020: Greta Gerwig - Piccole donne (Little Women)
- 2021: Chloé Zhao - Nomadland
- 2022: Ryūsuke Hamaguchi - Drive My Car e Il gioco del destino e della fantasia (Gūzen to sōzō)
- 2023: Charlotte Wells - Aftersun
- 2024: Jonathan Glazer - La zona d'interesse (The Zone of Interest)
- 2025: Payal Kapadiya - All We Imagine As Light - Amore a Mumbai (All We Imagine as Light)